# バーミヤン (レストランチェーン)
バーミヤン（英: Bamiyan）は、すかいらーくグループ傘下の事業子会社である株式会社すかいらーくレストランツが運営する中華料理のファミリーレストランチェーン。
店名の由来は、シルクロードにあり東洋と西洋の架け橋として栄えたアフガニスタンの古都・バーミヤン（バーミヤーン）からで、中華料理を通じて人と人を結び付ける場所でありたいという願いを込めて命名された。
看板などに描かれる店舗のマークには桃を使用している。これは司馬遷の言葉「桃李不言下自成蹊」にちなみ、「桃や李は物を言わないが、花の美しさ実の美味しさで人が集まり下に道ができる」ことから、美味しい食事を楽しみに人々が集まる店にしたいという願いを込めている。桃は中国では古くから不老長寿の象徴として縁起の良い果実とされ、中華料理の思想「医食同源」も表している（モモ#風習・伝説・年中行事なども参照）。

## 沿革

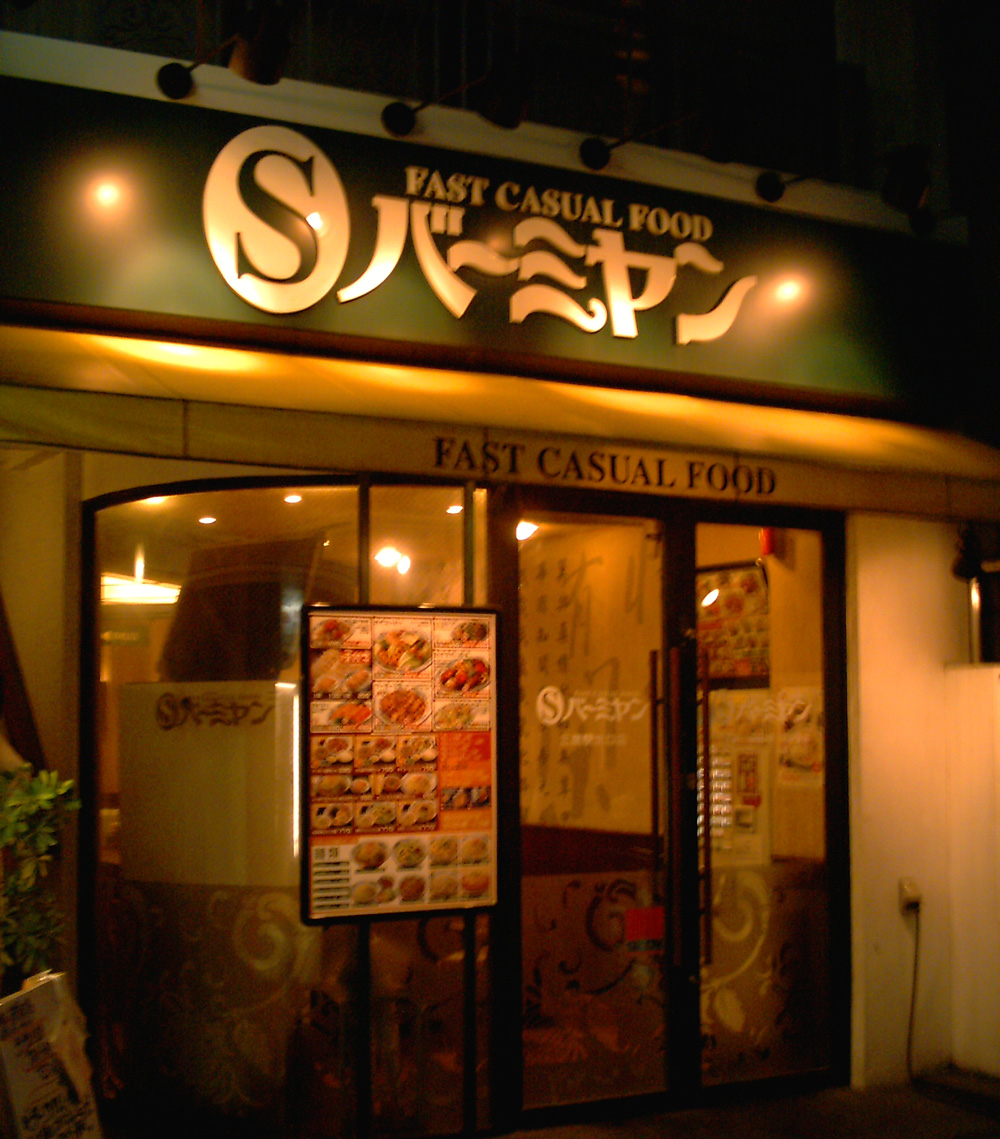
Sバーミヤン・三鷹駅北口店
（東京都武蔵野市中町）

恵比寿中国料理学院で料理講師を務めていた顧中正の弟子の指導で、1986年4月、すかいらーくはバーミヤン1号店として東京都町田市大蔵町に鶴川店をオープンさせた（2022年11月20日閉店、後述）。当初は魚の丸揚げ、東坡肉といった本格的な中華料理100品種以上を提供するレストランであった。
翌1987年12月、すかいらーくは全額出資子会社である株式会社バーミヤンを設立し、関東地方と関西地方を中心に店舗展開を行っていった。
店舗では、厨房スペースも広くとっていたが、その結果、出店投資額や人件費の負担は重くなった。提供価格も高めであり、高級中華料理が市場に受け入れられているとは言い難い時期ともあってか、経営は苦しかった。
1993年には高級中華料理路線からの変更を行い、メニュー数を35品種に絞り込み、セントラルキッチンでの加工比率を40パーセントから80パーセントと倍増させた。店内の厨房は火力だけは確保するがシンプルなものとし、客席スペースも内装の高級感を抑えてサービスも簡略化した。こういった変更は市場に受け入れられ、バーミヤンの人気は高まっていった。
バーミヤンは1997年7月に株式を店頭公開したが、1999年に親会社のすかいらーくと合併して7月に上場廃止となった。合併以降はすかいらーく内のバーミヤンカンパニーとして事業を進めている。
2001年6月、ガストに対する「Sガスト」に当たる位置付けの、少品種に限定したメニューを低価格で提供する店舗「Sバーミヤン」を展開した。その後、2007年5月には炒飯をメニューの主軸として押し出した「炒飯屋エスバ」という業態・名称に変更し、さらに麺と炒飯を中心にした「中華エスバ」に変更したが、結果的には2008年6月、全店舗を閉鎖しエスバは消滅した。
2006年半ばより、客席を減らして高品質にこだわり、店舗の内装や接客係の制服を変えた「NEXTバーミヤン」が5店舗ほど出店されたが、売り上げや評判の影響により4か月ほどで全店が通常のバーミヤンに戻された。
2007年11月よりNTTドコモと提携したプレミアムサービスで、特定メニューの割引などを開始。2008年1月よりメニュー改定とともにTポイントサービスを導入した。
2005年9月30日、青森県十和田市にオープンしたイオン十和田ショッピングセンターに、バーミヤン十和田店を出店。同社が運営するガストに続いて全国47都道府県制覇を達成した。その結果、2006年12月末の店舗数はバーミヤンが721店、Sバーミヤンは24店となった。
その後、すかいらーくグループの事業改革の一環として、不採算店舗をガストなどに転換もしくは閉店する計画が打ち出され、その手始めとして、最も採算が取れなかった北海道の10店舗全てを2008年7月に一斉閉鎖して北海道から撤退。これを皮切りに2009年には九州から、さらに東北からも撤退した。その後、東北では秋田県秋田市へ2018年に、北海道と九州では帯広市と福岡県太宰府市へ2020年4月にそれぞれ再進出している（北海道は後に2021年に札幌市白石区に再出店。2022年に札幌市東区と旭川に出店（札幌市東区はステーキガストと入れ替え））。
現在は大半の店舗が関東・中部（石川、福井除く）・関西に集中しており、2024年11月現在、362店舗を運営している。
すかいらーくの純粋持株会社化に伴い、2016年1月1日をもって、すかいらーくが行ってきたレストラン事業全般が吸収分割の方式により、子会社の「株式会社すかいらーくレストランツ」に承継された。
鶴川店（1号店）は閉店、改装後、2023年2月1日から「飲茶TERRACE 桃菜」（1号店）として開店した（1月28日からプレオープン）。すかいらーくグループの新業態として飲茶のサービスを提供している。2023年の内に20店舗の出店を計画、その後全国展開も視野に入れている。

## 店舗
2024年11月現在の店舗数は362店舗。福岡県以外の九州と、山口・島根・鳥取・愛媛・高知・石川・福井には店舗がない。先述の通り、かつては全都道府県に進出していた。
- 最西端店舗:木の葉モール橋本店(福岡市)
- 最東端店舗:帯広白樺店(帯広市)
- 最北端店舗:旭川大雪通店(旭川市)
- 最南端店舗:大宰府大佐野店(太宰府市)

## 店舗の特徴
- 2012年頃まではアルバイト・パートタイマーとして働く非正規雇用者を「メイト」という愛称で呼んでいたが、現在は「クルー」に改称されている。
- 客がオーダーなどのために従業員を呼ぶコールボタンは、店舗によっては一般的によく使用される卓番が電光掲示されるようなものではなく、各従業員が個別に装着しているバイブレータと連動している。そのため、ボタンを押すと従業員が肉声で応答する。
- 各店舗均一の味で低価格の料理を提供するために、マニュアル化した手順のもとでクルーが主に調理を行っている。業界ではセントラルキッチンとも称されるマーチャンダイジングセンターであらかじめ下味調理された食材を使用し、他の業態に比べて冷凍食材を使用しないなど、鮮度を重視したメニュー作りとなっている。
- クルーへの調理指導を行うために、各店舗の端末へ調理手順を動画配信するシステムが配備されたり、技能検定制度を整備するなど努力が払われている。
- 厨房機器については、火力の強いコンロが設置されるだけでなく、メーカーとの独自開発によるゆで麺機や餃子焼き機なども取り入れられている。機器の開発に勤しむあたりはガストと共通する。
- ドリンクバイキングは中華料理店らしくアイスティーにバリエーションを持たせ、福建烏龍茶、黒豆烏龍茶、プーアール茶、美身痩茶、ジャワティー、ライチ紅茶等を用意し、定期的に替えている。一時期「茶バー」という独自の名称も使われたが、ごく短期間で元に戻された。
- 2022年 4月21日　バーミヤンラーメンなどの多くのグランドメニューが値下げされ、新商品が発売された
- 2ヶ月間のボトルキープが可能である[13]。

## 店舗ギャラリー

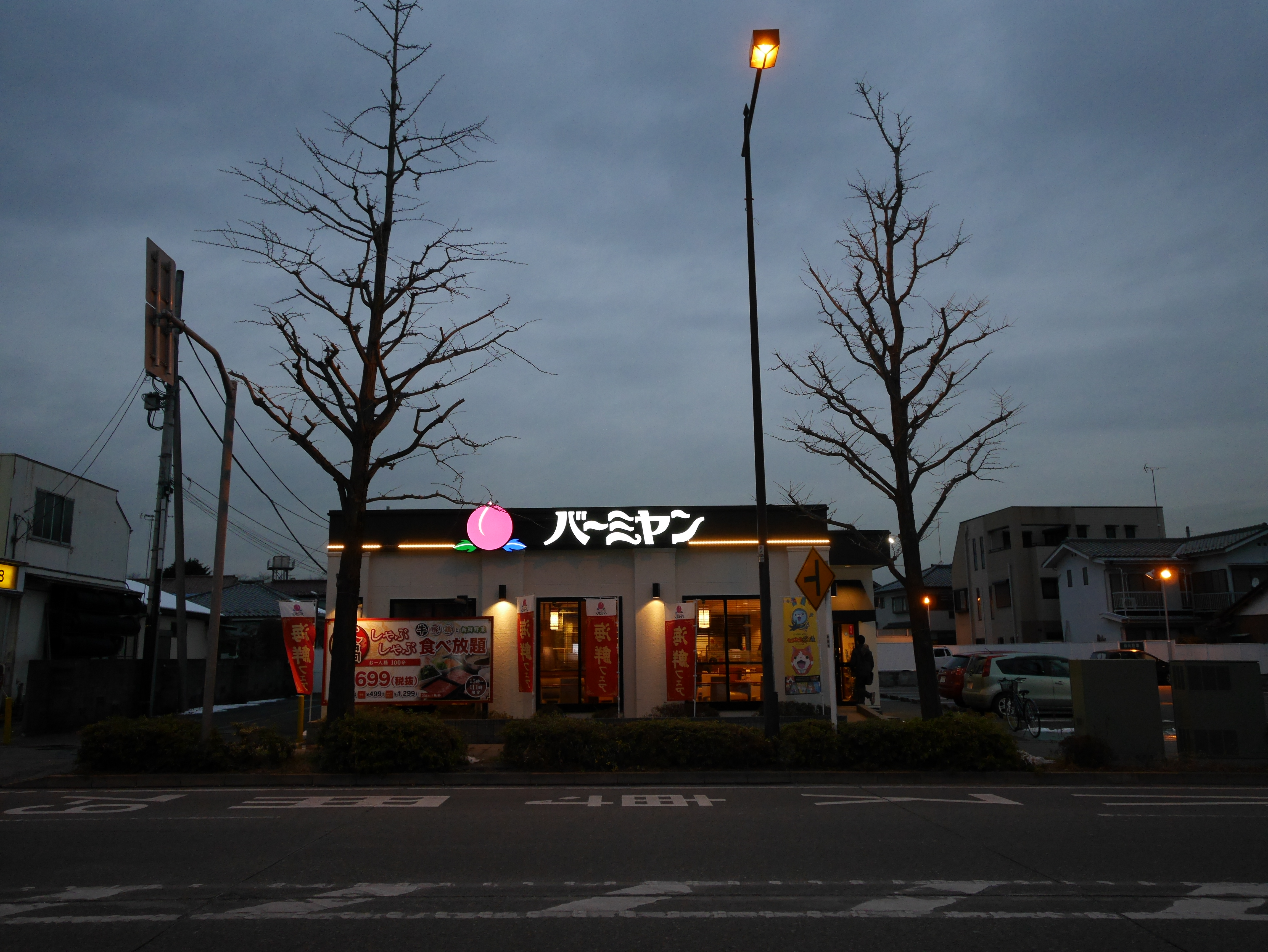
八王子並木町店
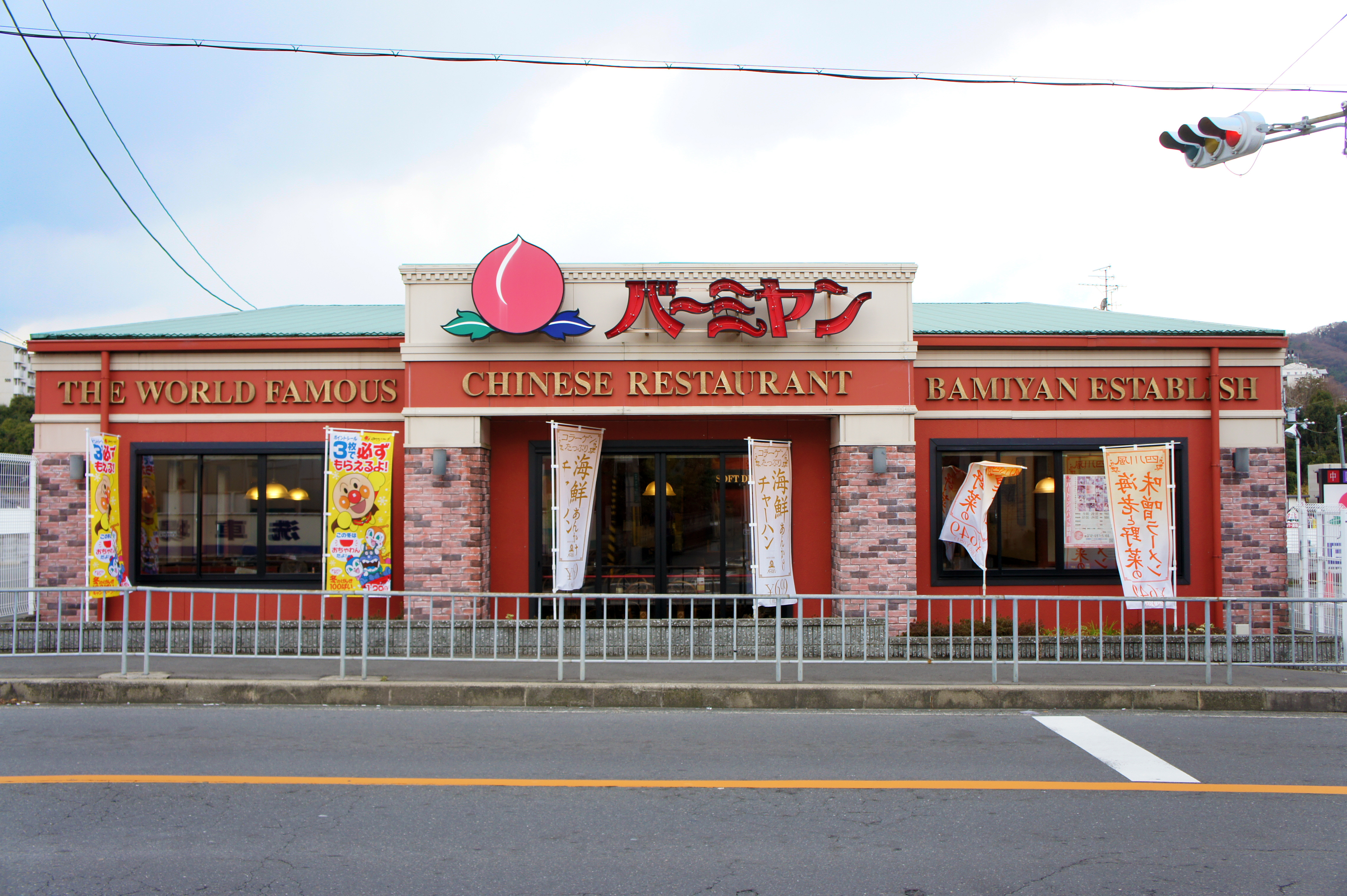
高槻南平台店
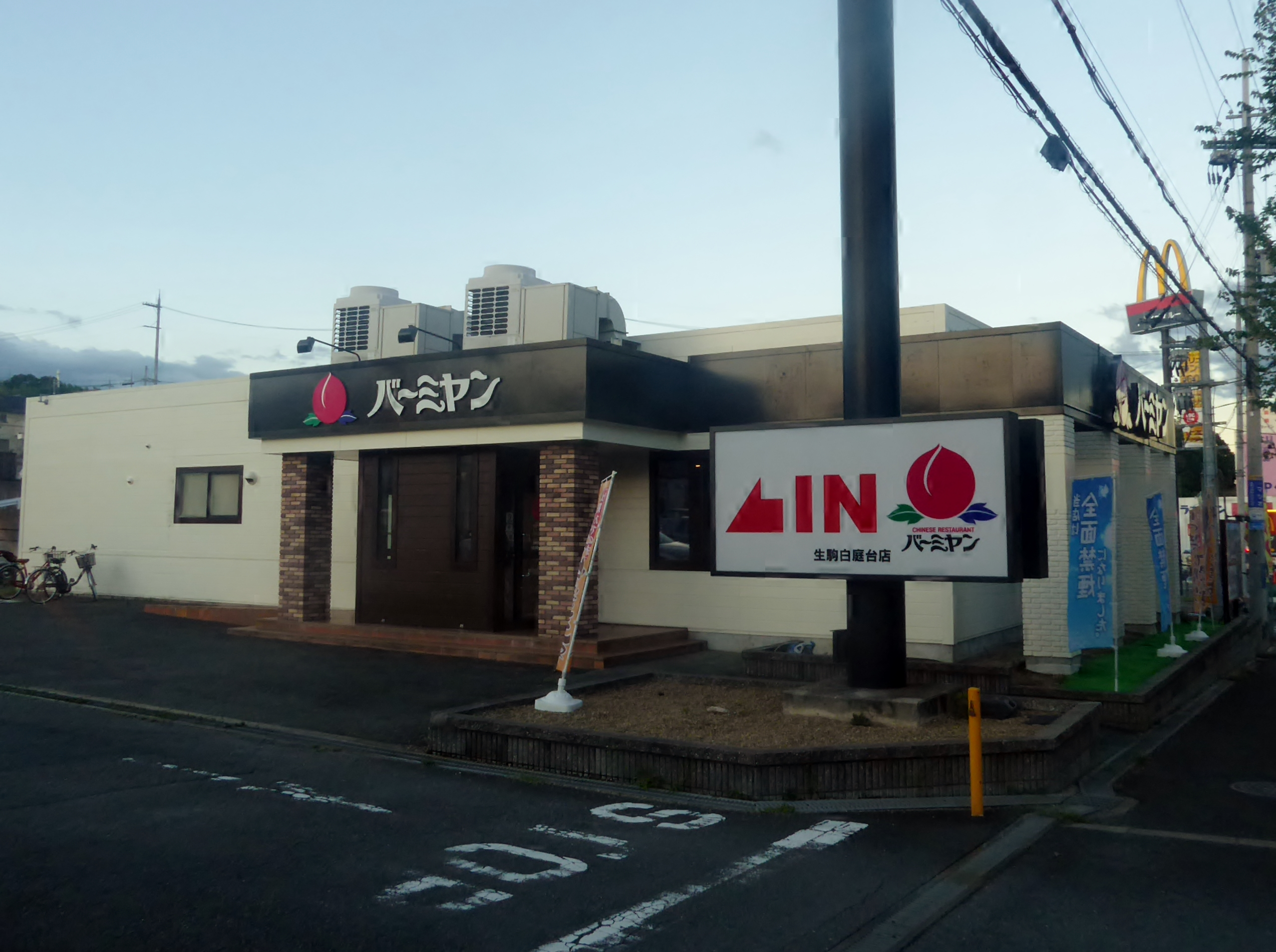
生駒白庭台店
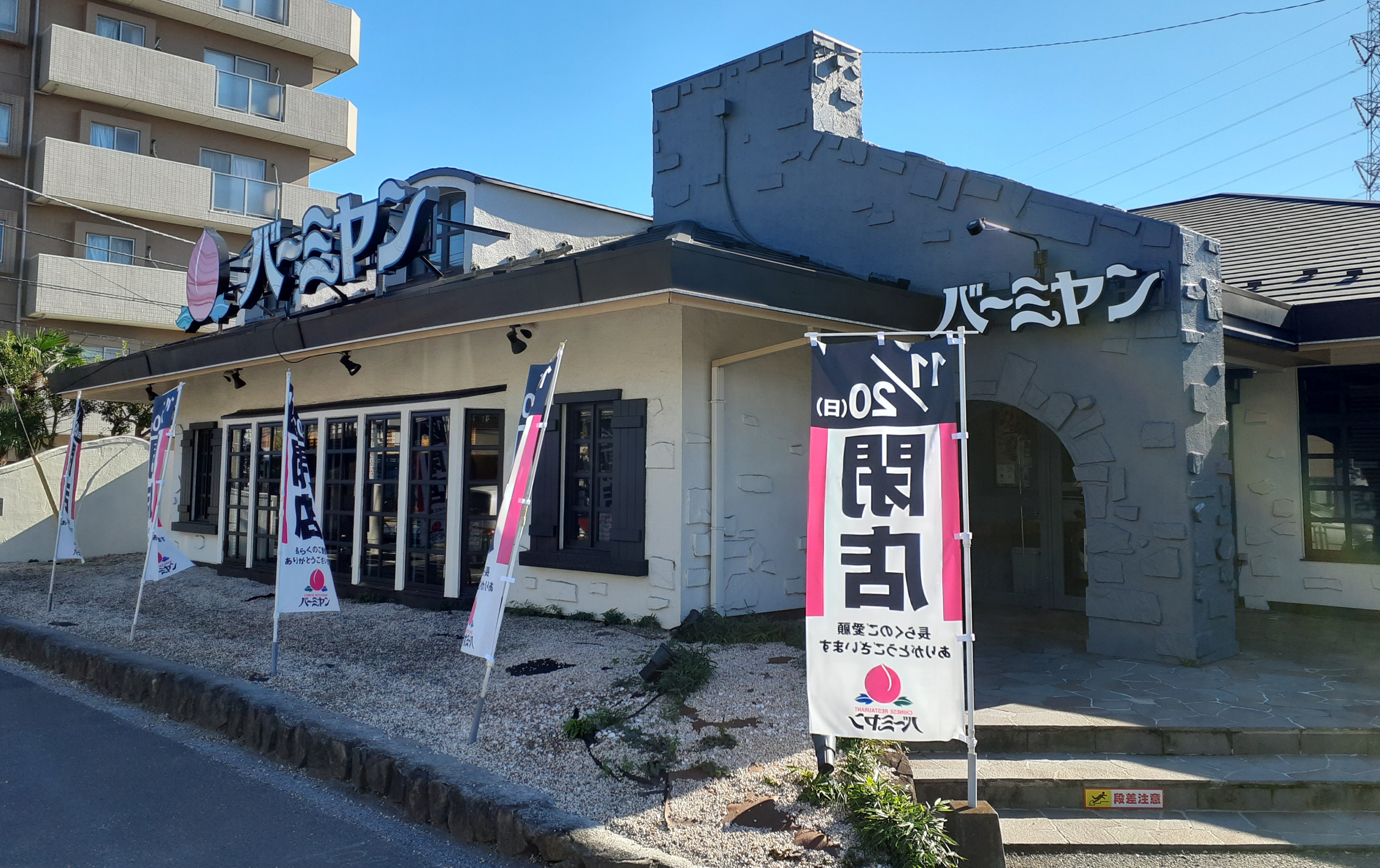
鶴川店（1号店、2022年11月20日閉店）
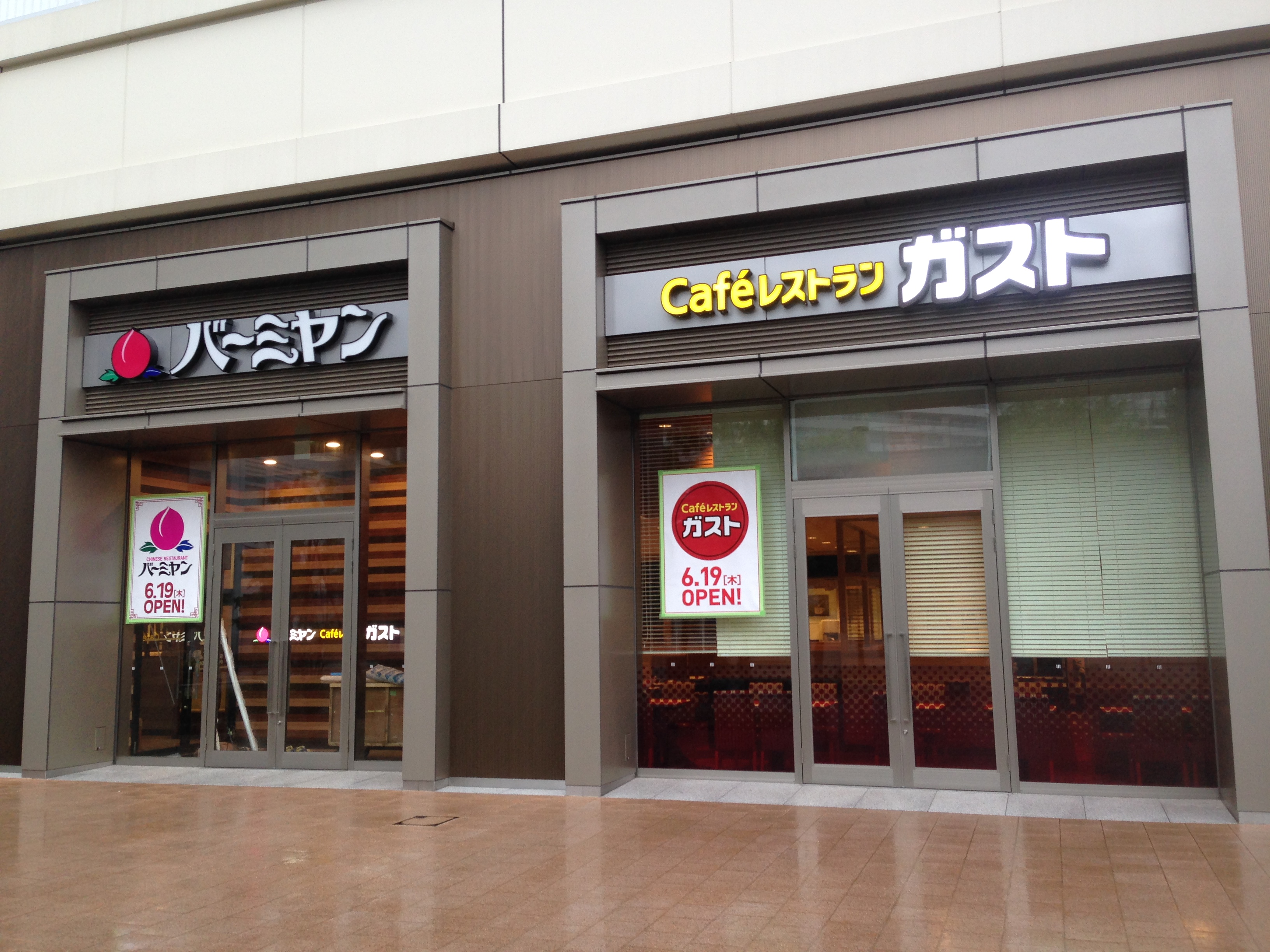
バーミヤンとガストの店舗が並ぶ （横浜アイマークプレイス）
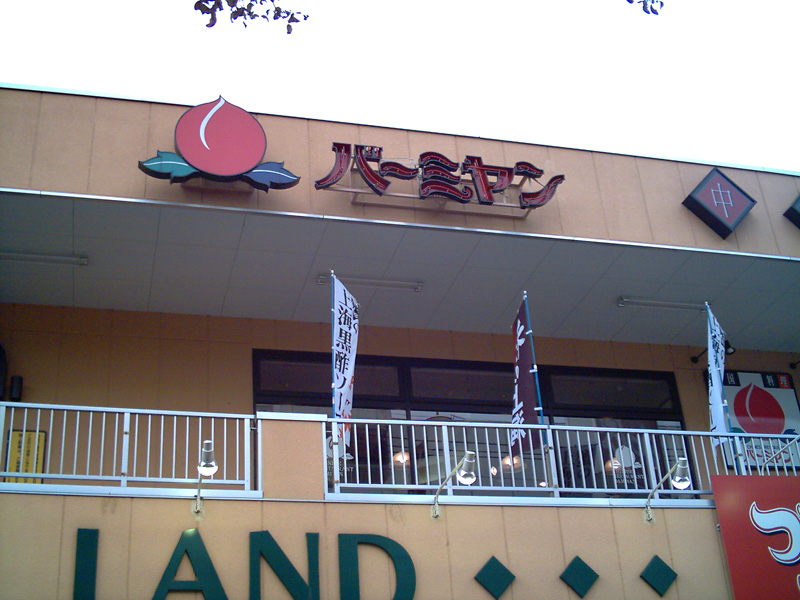
桃マークの看板